# Gudelige forsamlinger
Gudelige forsamlinger (også kaldtes for konventikler) betegnede i Danmark en religiøs vækkelse blandt lægmand. Et andet navn - primært brugt om de fynske - var forsamlingsbevægelsen.
I kristendommen er vækkelse en billedlig betegnelse for den forandring, der sker med et menneske, når det ved en personlig oplevelse bliver bevidst om sin syndighed og Guds dømmende og tilgivende holdning til synden og synderen. I forlængelse heraf tillige betegnelse for det folkelige røre, der udspringer af en kristen forkyndelse, som sigter imod at skabe vækkelse hos tidens mennesker.
Vækkelsesreligiøsitet kendes fra mange perioder i kristendommens historie, f.eks. inden for forskellige munkeordener og i protestantisk sammenhæng i pietismen. Vækkelsens storhedstid i dansk kristendoms historie er dog først og fremmest 1800-tallet, hvor først de gudelige vækkelser og dernæst disses videreførelse i såvel Indre Mission og grundtvigianismen som Luthersk Mission fik afgørende indflydelse på dansk kirkeliv. Indirekte fik de også indflydelse på samfundslivet i den forstand, at den religiøse vækkelse giver den menige borger "mund og mæle" og dermed lyst til at ytre sig om og deltage i samfundets opbygning og indretning. Den religiøse vækkelse fører dermed videre til en folkelig og demokratisk vækkelse.

## Indledning
Denne artikel omhandler efterfølgende danske forhold, hvor gudelige forsamlinger først og fremmest var en religiøs opvækkelse blandt almindelige mennesker, der ønskede at fastholde de pietistiske værdier i form af Kingos salmebog (fra 1698) og Erik Pontoppidan den yngres forklaring til Luthers lille Katekismus Sandhed til gudfrygtighed (1739) og dermed en reaktion mod en for dem uforståelig rationalisme, der var inspireret teologisk af oplysningstidens ideer, opfattelser og holdninger. De opfattede den nye Evangelisk-kristelige salmebog (1798) og Biskop Balles lærebog (1791) som anslag mod den "rene apostoliske børnelærdom".
De gudelige forsamlinger opstod løsrevet og tilfældigt, men alligevel udpræget på lokaliteter, hvor den herrnhutiske Brødremenigheds emissærer havde haft klangbund for deres missionsvirksomhed
Det var virkelig en uafhængig bevægelse, for selv om vækkelsen fik støtte blandt forskellige teologer og præster, var den ledet af almuens egne mænd og kvinder. Den markerer derfor også en ny selvbevidsthed blandt Danmarks almue.
Karakteristisk for lægmandsprædikanterne var det, at deres egen vækkelse byggede på selvoplevelse.Dette betød, at lægmandsprædikanterne havde en indlevelse, en forståelse og billedliggørelse, som i højere grad talte til menigmand end præsternes timelange fabulerende prædikener. 
Det var en livskraftig vækkelse, der dog i midten af 1800-tallet fra at være en uorganiseret lægmandsbevægelse, blev organiseret i 3 grupperinger:
- Indre Mission og Grundtvigianerne, som begge ledelsesmæssigt var domineret af teologer/præster, og
- Luthersk Mission, der fortsatte som en lægmandsbevægelse og etablerede sig bl.a. i frikirker.